# Estación San Felipe
San Felipe era una estación ferroviaria que formó parte del ramal que comunicaba el Ferrocarril Trasandino (Los Andes) con el FF.CC Santiago - Valparaíso (Llay Llay).
La estación también era el terminal del ramal de trocha métrica a Putaendo que permitía el traslado de productos agrícolas a la Red Central de EFE y que fue suprimido en 1959 mediante el decreto 151.
El 25 de marzo de 1970 fue inaugurado un nuevo edificio para la estación, que reemplazó a la antigua estructura que ya poseía daños en sus muros.